# Pusztaszabolcs
Pusztaszabolcs [pustasabolč] je město v Maďarsku v župě Fejér, spadající pod okres Dunaújváros. Původně spadal pod okres Adony a byl dokonce větší než jeho stejnojmenné hlavní město, okres byl ale v roce 2013 sloučen s okresem Dunaújváros. Nachází se asi 21 km severozápadně od Dunaújvárosu, 29 km jihovýchodně od Székesfehérváru a 11 km jihovýchodně od břehu jezera Velence. V roce 2015 zde žilo 5 904 obyvatel. Podle údajů z roku 2011 je tvoří 85,2 % Maďaři, 0,6 % Romové, 0,4 % Němci, 0,2 % Řekové a 0,1 % Rumuni.
V blízkosti města prochází dálnice M6, z níž na Pusztaszabolcs existuje výjezdy 45 a 50. Nejbližšími městy jsou Adony, Gárdony a Velence. Poblíže jsou též obce Beloiannisz, Besnyő, Iváncsa, Perkáta, Seregélyes, Szabadegyháza a Zichyújfalu.